# 6546 Кей
6546 Кей (6546 Kaye) — астероїд головного поясу, відкритий 24 лютого 1987 року.
Тіссеранів параметр щодо Юпітера — 3,130.
Названо на честь американського актора Девіда Кея, (1911—1987),(David Daniel Kaminsky), вихідця із єврейської сім'ї, що емігрувала у 1911 році до США з Катеринослава